# 輪島キリコ会館
輪島キリコ会館（わじまキリコかいかん）は、石川県輪島市マリンタウン6番1にある博物館（山車会館）。
能登キリコ祭りに登場する能登地方のキリコを多数展示し、キリコ祭りを紹介している。

## 歴史

### 塚田町時代

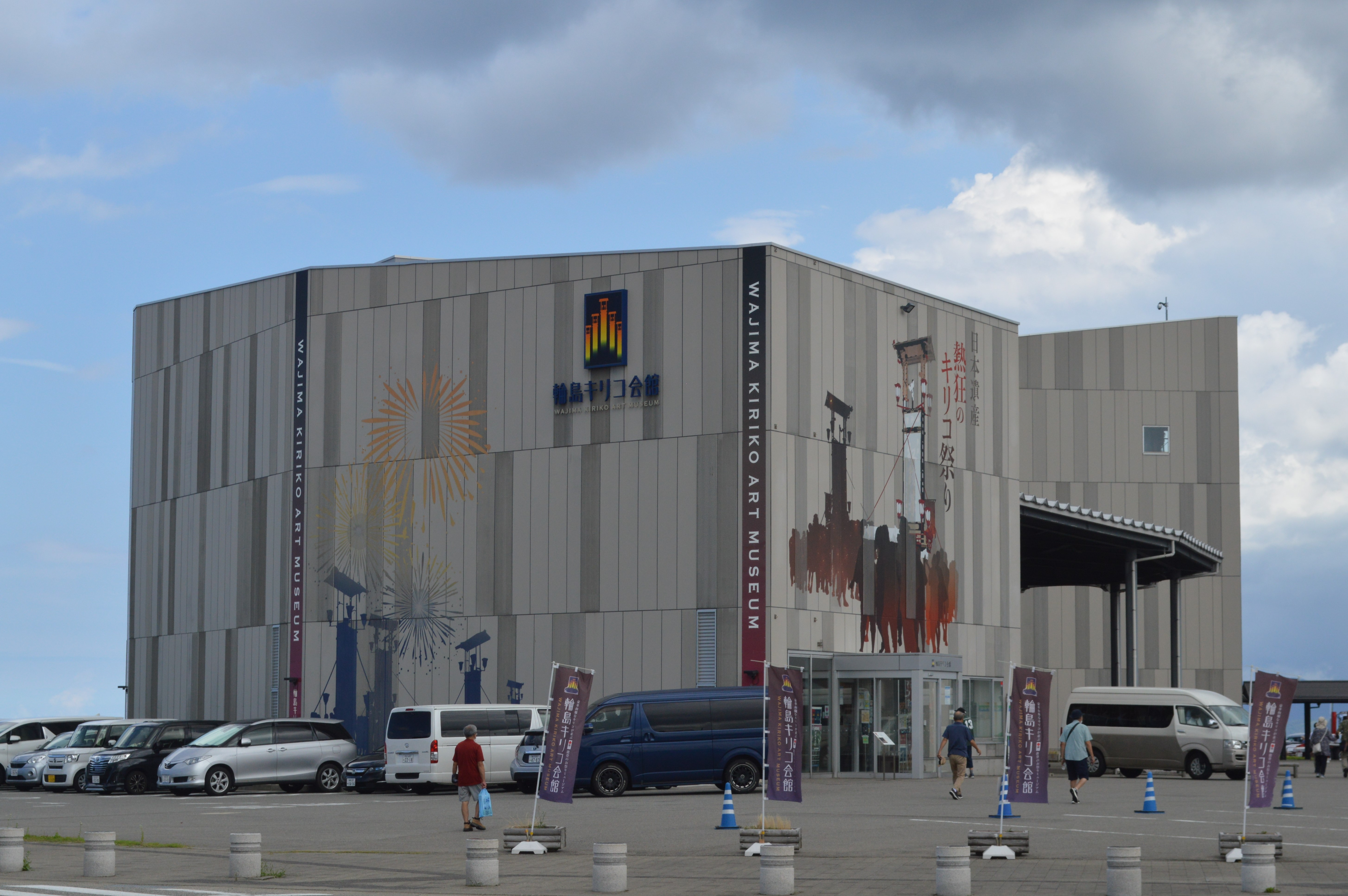
輪島キリコ会館の建物

1979年（昭和54年）6月、輪島市塚田町3-22-2に稲忠漆芸堂が能登のお祭り館 キリコ会館を開館させた。
2008年（平成20年）、フランス・ミシュラン社発行の旅行ガイド『ミシュラン・グリーンガイド・ジャポン』で2つ星に選ばれた。2012年（平成24年）10月6日にはキリコ会館を含む稲忠漆芸堂の全ての施設が閉鎖されたが、10月14日には輪島商工会議所が施設を借り受けて営業を再開した。

### マリンタウン時代
2015年（平成27年）3月29日、輪島市マリンタウンに移転して輪島キリコ会館が開館した。
2021年（令和3年）3月20日、展示替えを経てリニューアル開館した。
2024年（令和6年）1月1日に発生した能登半島地震では、大小20基を超えるキリコが損壊した。

## 展示
U字形の建物の1階には、大キリコが7基、中小のキリコ24基が展示されており、スロープでのぼる2階の空中回廊からは普段は見ることの出来ない上部からキリコを眺めることができるほか、縦型の大スクリーンにてキリコ祭りの様子を紹介している。また2015年（平成27年）放送のNHK連続テレビ小説『まれ』作中に使用されたキリコ「不退転」や希のロゴ入りの「まれキリコ」なども展示されている。 他にも日本海を一望出来る3階展望ロビーがあり、1階奥の売店では能登名物のお土産品も取り揃えられている。
U字形の建物内側の外部は屋根の付いた舞台があり、イベントスペースとなっており、同市名舟町で発祥した御陣乗太鼓（石川県無形文化財指定）の実演会も行われている。

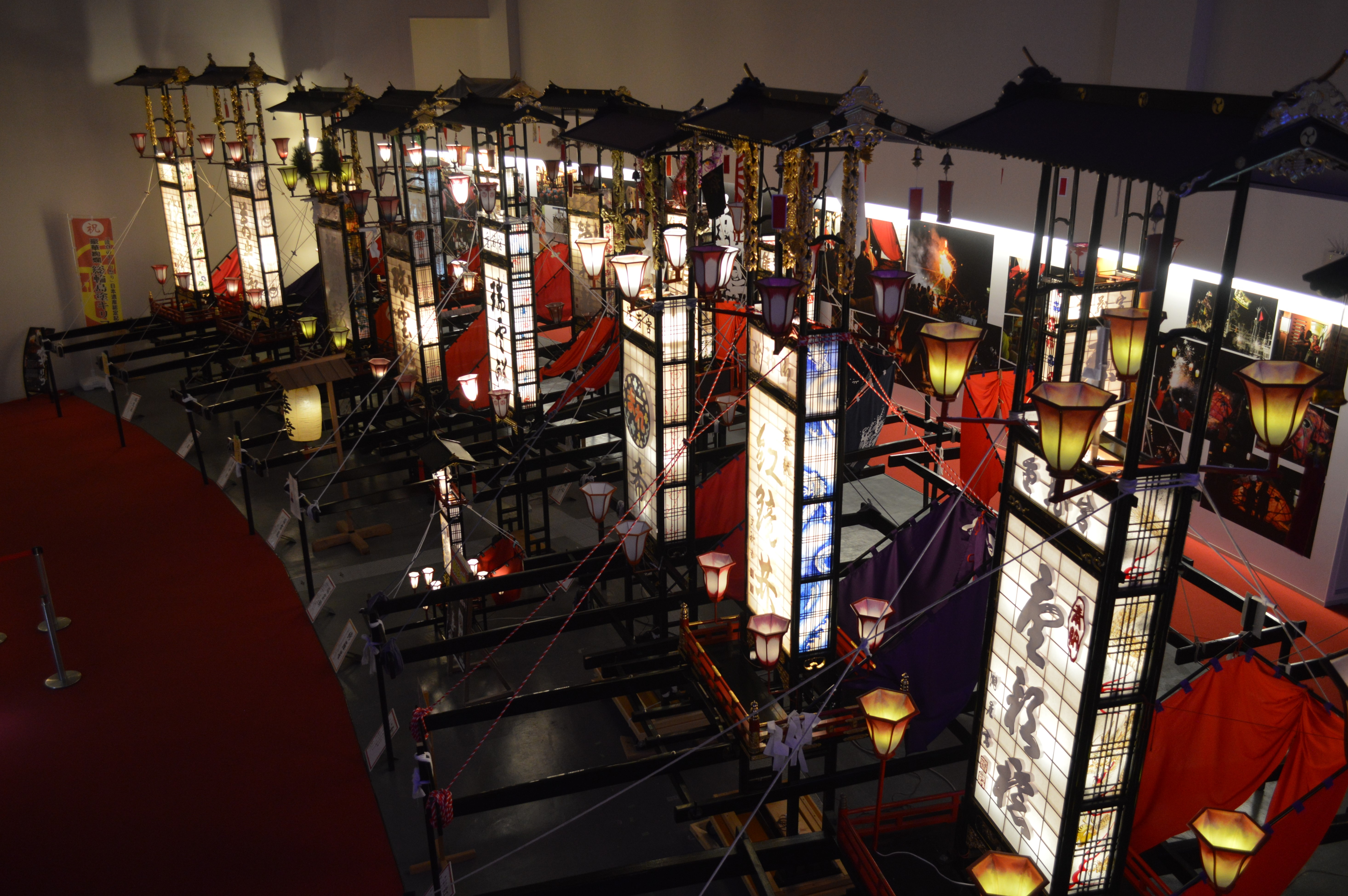
展示されているキリコ
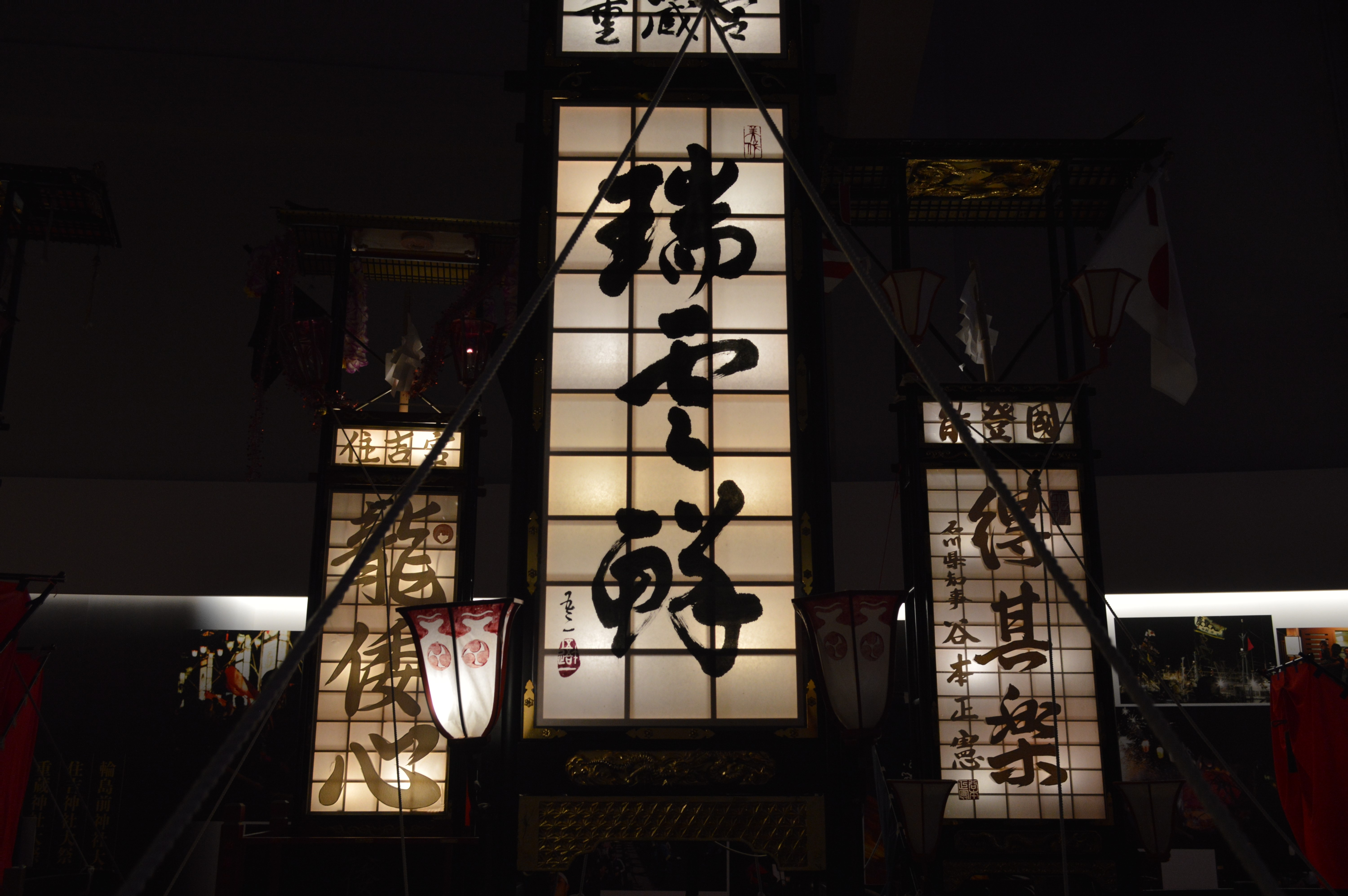
展示されているキリコ
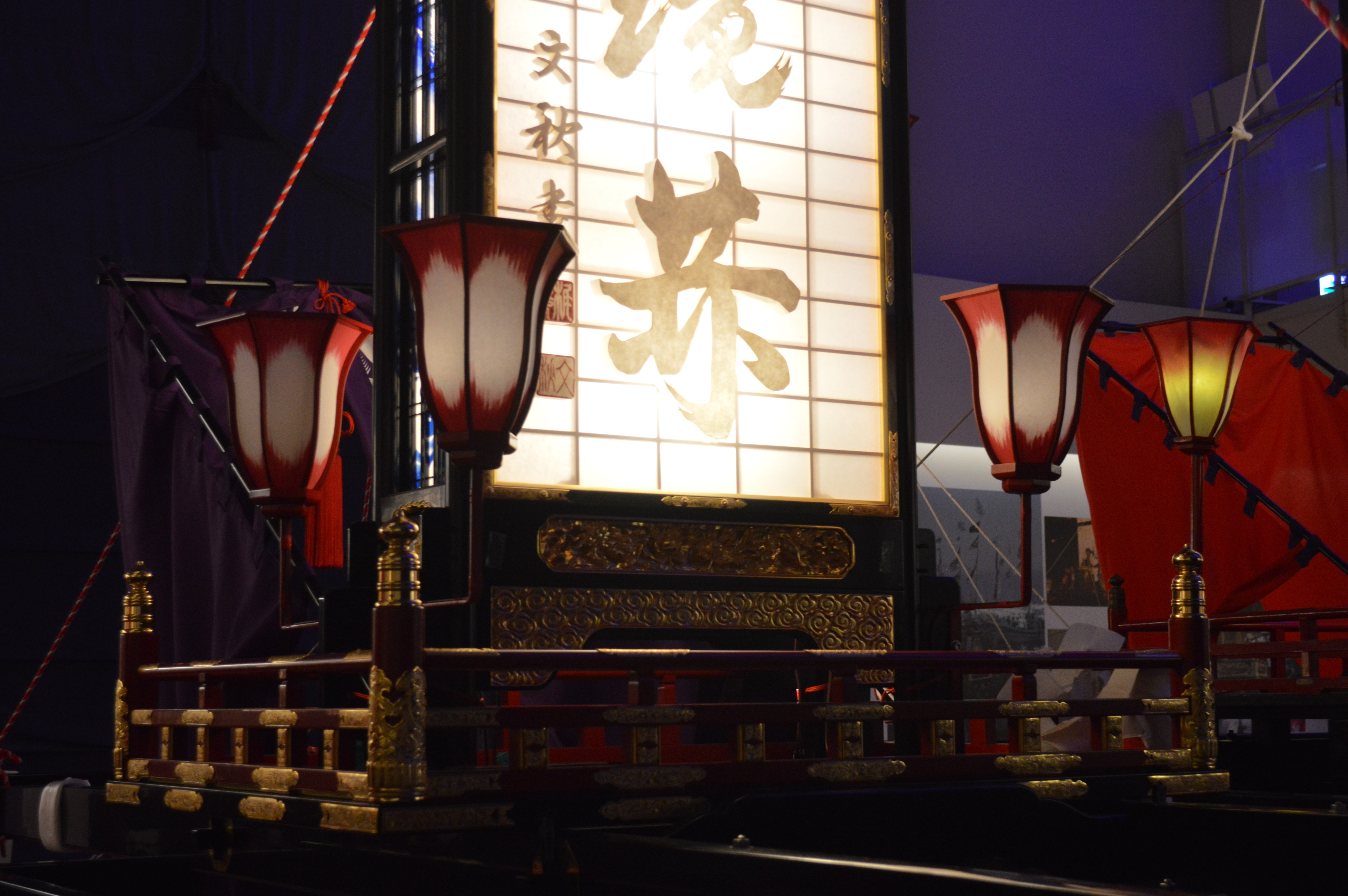
展示されているキリコ

## 利用案内
- 開館時間
  - 午前9時〜午後5時
- 休館日
  - なし（年中無休）
- 入館料
  - 有料（各種割引あり）